# Pożeglować do Bizancjum
Pożeglować do Bizancjum, zbiór wielokrotnie nagradzanych opowiadań autorstwa Roberta Silverberga, wydany w Polsce w 2003 roku przez Wydawnictwo Solaris. 

## Spis opowiadań
- Pasażerowie (The Passengers, Nebula 1969)
- Skrzydła nocy (The Nigtwings,  Hugo 1969)
- Na scenę wkracza żołnierz. Za nim wkracza drugi (Enter a Soldier. Later: Enter Another, Hugo 1990)
- Pożeglować do Bizancjum (Sailing to Byzantium, Nebula 1985)
- Gilgamesz na pustkowiu (Gilgamesh in the Outback, Hugo 1987)
- Rodzimy się zmarłymi (Born with the Dead, Nebula 1974)
- Dobre wieści z Watykanu (Good News from the Vatican, Nebula 1971)